# Johannes Maria Höcht
Johannes Maria Höcht (* 7. Februar 1901 in Wiesbaden; † 2. Juli 1966) war ein deutscher katholischer Publizist.

## Leben
Er studierte in Frankfurt am Main und München Wirtschafts- und Sozialwissenschaften sowie Philosophie. Er wurde Publizist und arbeitete an zahlreichen katholischen Zeitungen und Zeitschriften mit.

## Schriften (Auswahl)
- Fatima und Pius XII. Maria Schützerin des Abendlandes. Der Kampf um Russland und die Abwendung des dritten Weltkrieges. Wiesbaden 1959, OCLC 253972329.
- ... und Gott schweigt? Verzweifeln oder vertrauen? Um einen neuen Aufbruch des Glaubens. Wiesbaden 1961, OCLC 73453327.
- Die große Botschaft von La Salette. Stein am Rhein 1996, ISBN 3-7171-0695-3.
- Träger der Wundmale Christi. Eine Geschichte der Stigmatisierten. Stein am Rhein 2004, ISBN 3-7171-0596-5.